# Державні символи України
Згідно з Конституцією України, державними символами України є Державний Прапор, Державний Герб та Державний Гімн.

## Державний Прапор України

Прапор України

Прапор — певного кольору тканина, піднімається на щоглі, просто вивішується чи розстеляється.
Кольори державного Прапора України — синій і жовтий. З давніх-давен українська земля була хліборобським краєм. Синє море або небо над золотою нивою — зміст, який нині вкладають у кольори Державного Прапора України. Державний Прапор України не є «жовто-синій» чи «жовто-блакитний», оскільки за правилами геральдики кольори «читаються» згори донизу. До Державного Прапора України виявляють пошану, схиляючи голову чи вклоняючись, а часом і стають на одне коліно. Військові віддають прапорові честь.

## Державний Герб України

Герб України

Великий Державний Герб України, згідно зі статтею 20 Конституції України, встановлюється з урахуванням малого Державного Герба, як його головного елемента, і герба Війська Запорізького, і затверджується не менше як двома третинами від конституційного складу Верховної Ради України.
19 лютого 1992 року Верховною Радою України ухвалена постанова «Про Державний Герб України», якою було затверджено «Тризуб, як малий герб України» та, відповідно, головний елемент великого герба.

## Державний Гімн України
Державний гімн України — один з головних державних символів України поряд з прапором і гербом. Державним гі́мном є перший куплет та приспів пісні «Ще не вмерла України і Слава, і Воля» слова Павла Чубинського, музика Михайла Вербицького. Офіційно його «Музичну редакцію» ухвалила Верховна рада України 15 січня 1992 року; слова гімну затверджено законом «про Гімн України» 6 березня 2003 року: «Ще не вмерла України і слава, і воля,
Ще нам, браття молодії, усміхнеться доля.
Згинуть наші воріженьки, як роса на сонці.
Запануєм і ми, браття, у своїй сторонці.
Приспів:
Душу й тіло ми положим за нашу свободу: І покажем, що ми, браття, козацького роду»..